# Baptisterio de Letrán
El Baptisterio de Letrán (en italiano: Battistero lateranense), cuyo nombre completo es San Giovanni in Fonte al Laterano, es un baptisterio católico de Roma, de planta central, obra de arquitectura paleocristiana, que ha sido el modelo y arquetipo de los baptisterios edificados en la cristiandad durante toda la Edad Media. Forma parte del complejo de la basílica de San Juan de Letrán.

## Historia
La primera construcción, que data del siglo IV y se debe probablemente a Constantino, presentaba ya una forma octogonal con columnas angulares, aunque algunos hablan de una planta cuadrada. La construcción se encontraba sobre unas instalaciones termales, quizá de un palacio imperial o de la Domus Faustae, de manera que se puede conjeturar que la primera construcción del baptisterio fuera simplemente la adaptación de una de las estancias de la zona termal.
Fue probablemente uno de los primeros ejemplos de arquitectura cristiana de planta central, junto con el Mausoleo de Santa Constanza y la rotonda del Santo Sepulcro de Jerusalén. En particular, como edificio específicamente destinado a la celebración del bautismo, con su forma octogonal, libre por todos los lados, hizo de modelo de innumerables construcciones posteriores.

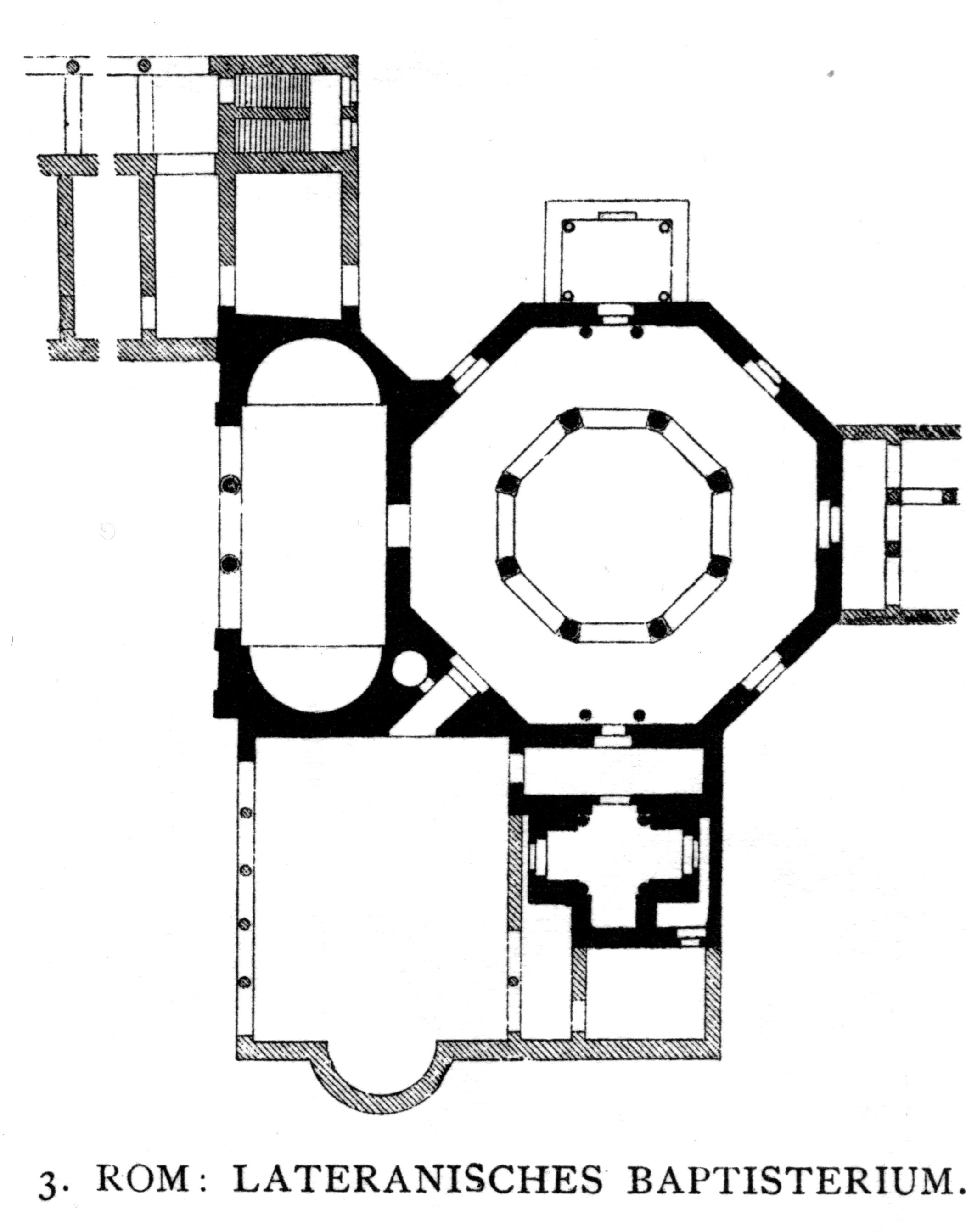
Planta del edificio.

A continuación fue reconstruido por Sixto III con una columnata interior entre 432 y 440 aproximadamente, haciendo difícil identificar la fase constructiva de la época de Constantino, que debía consistir en un único gran vano octogonal de unos veinte metros de diámetro correspondiente a la envoltura de los muros exteriores actuales. Estaba cubierto con una cúpula o con un techo de madera y su interior lo ocupaba casi completamente un gran estanque alimentado por el agua que salía de esculturas de plata con forma de ciervo, para permitir el rito de la inmersión. También en el siglo V, bajo el pontificado del papa Hilario, se añadieron el atrio al sur y tres capillas al oeste, norte y este, adosadas al perímetro exterior y dedicadas respectivamente a san Juan Bautista, a la Santa Cruz y a san Juan Evangelista. En el siglo VII se añadió al sureste la capilla de san Venancio, que tiene mosaicos con fondo de oro de la misma época de su construcción.
El edificio, que durante siglos fue el único baptisterio de Roma, fue modificado también posteriormente. Tras una época de abandono como consecuencia de la permanencia del papa en Aviñón y posteriormente en el Vaticano, en el siglo XVI se emprendieron intervenciones de restauración entre las cuales la realización de una nueva puerta de entrada hacia la renovada Piazza San Giovanni, eliminando la capilla norte (oratorio de la Santa Cruz). En el siglo XVII, se renovó el interior con un nuevo aparato decorativo.

## Descripción

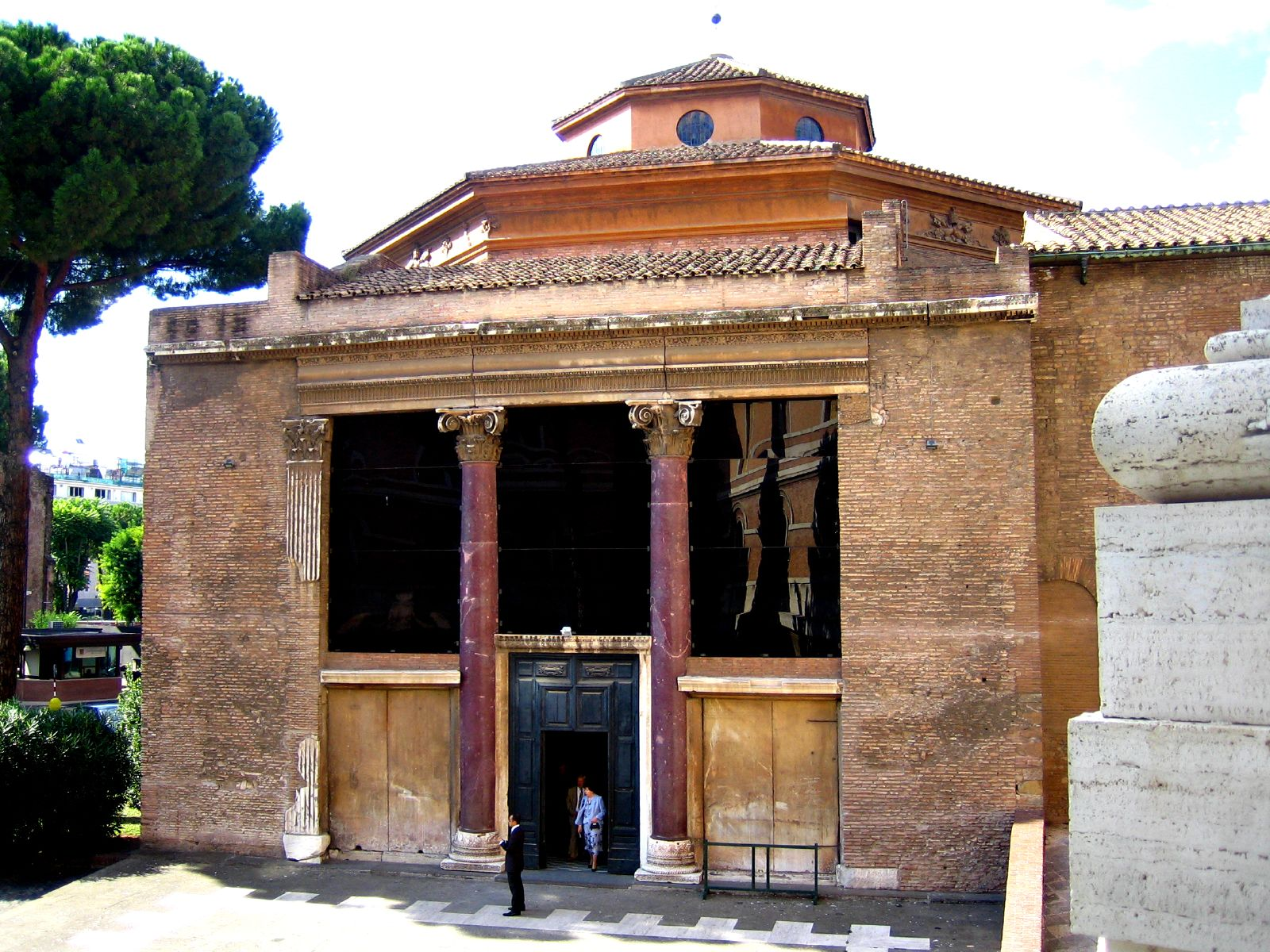
Entrada del baptisterio.

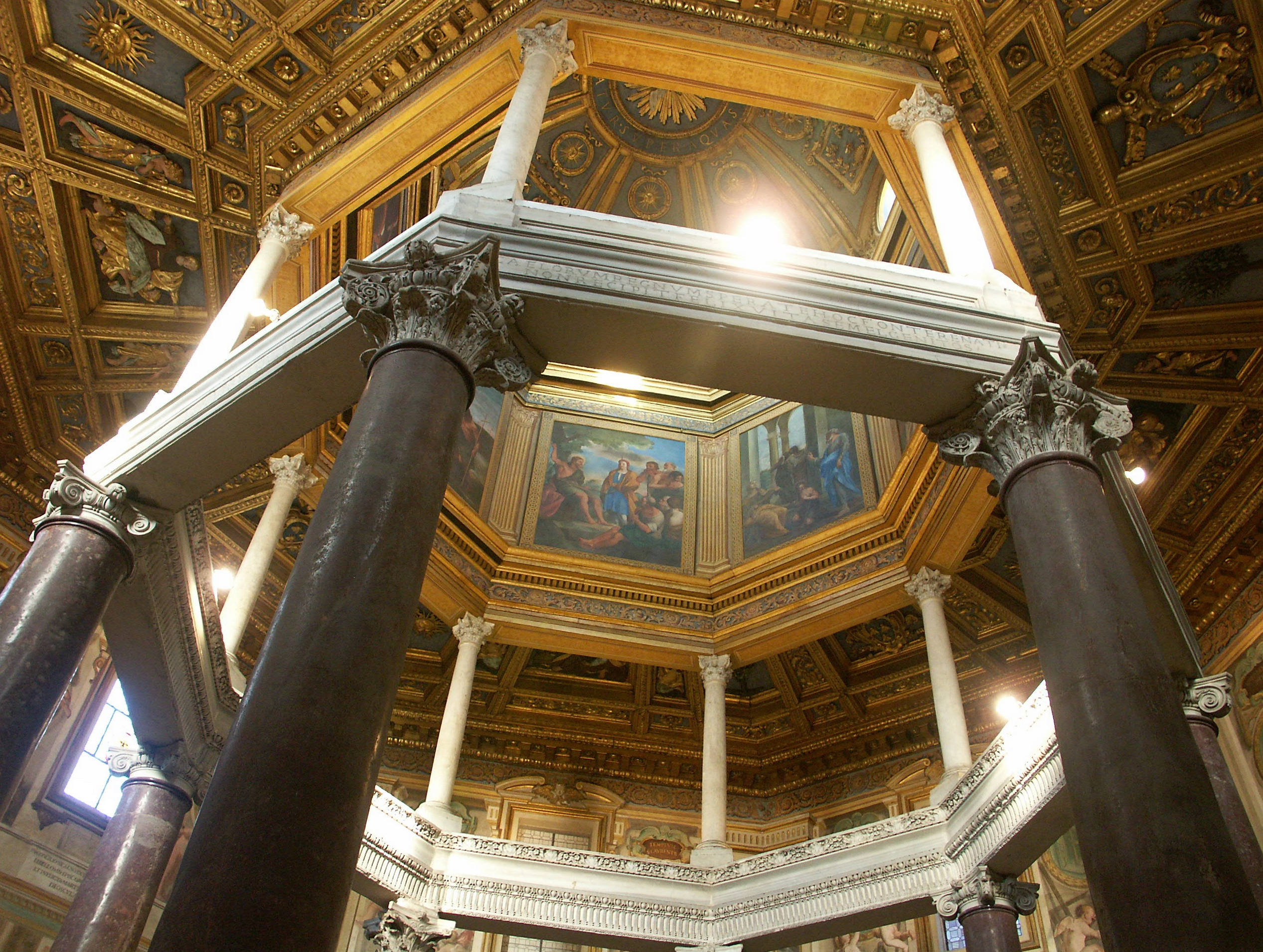
El interior.

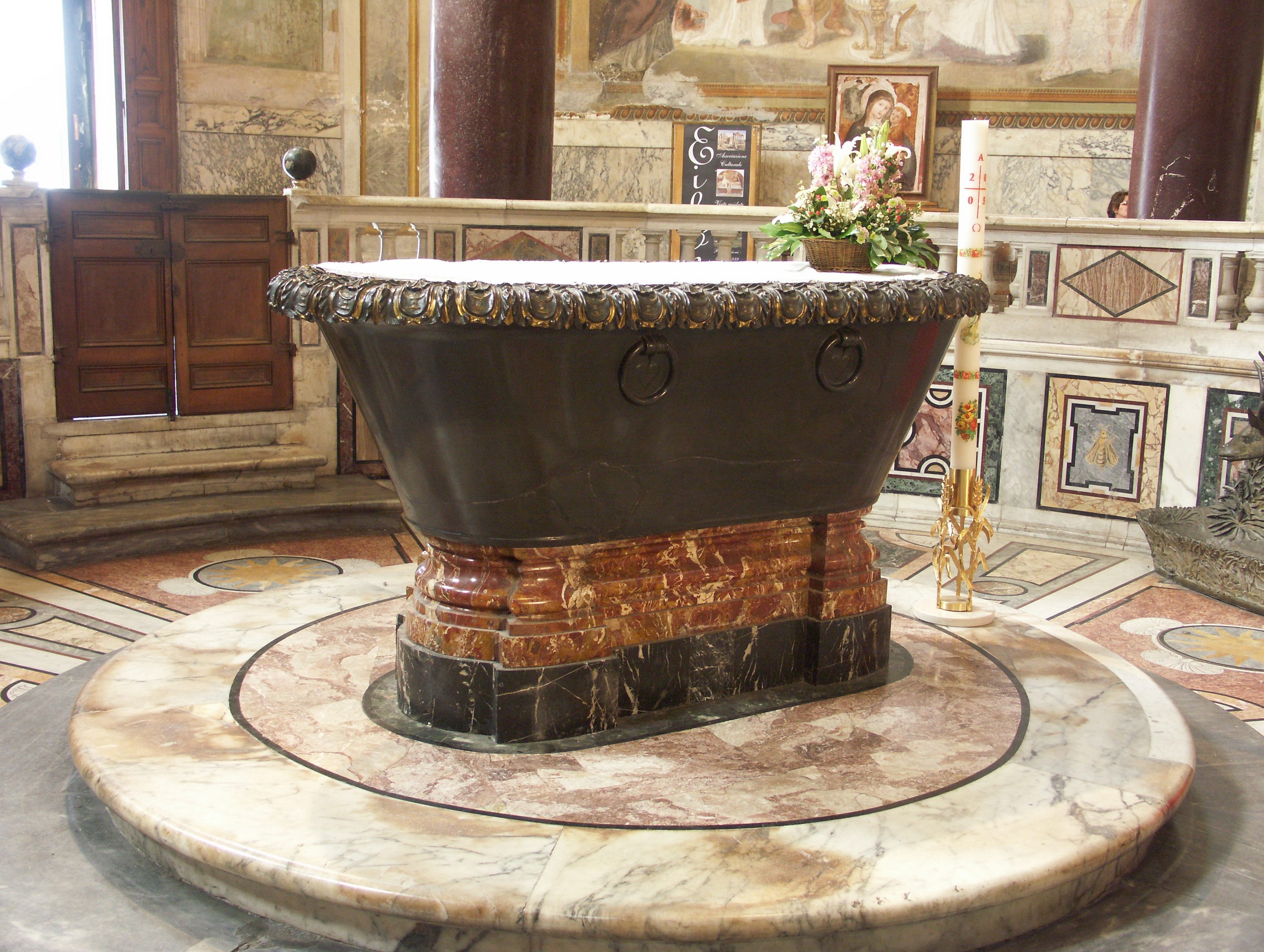
El altar.

El edificio, que sustancialmente corresponde a la reconstrucción del siglo V, presenta una planta octogonal, cubierta por una cúpula sostenida por dos órdenes de columnas. El orden inferior está constituido por ocho columnas de pórfido rojo, de 6,3 metros de altura, colocadas por Sergio III (904-911), que restauró el baptisterio, que estaba deteriorado desde los tiempos de Esteban IV (816-817), y capiteles compuestos sobre los que hay un entablamento de mármol sobre el que están inscritos versos que celebran el bautismo. El orden superior fue hecho realizar por Inocencio X con ocho columnas más delgadas de mármol blanco, también con entablamento, que sostienen un tiburio octogonal, la cúpula, que tiene ventanas ovaladas, y la linterna que hay sobre ella.
El baptisterio tiene acceso desde un atrio con un pórtico que tiene dos columnas de pórfido y dos ábsides. En el siglo V, en la época del papa Hilario (461-468), estos dos ábsides fueron recubiertos con mosaicos, de los cuales hoy solo se conserva uno, el oriental: un candelabro atraviesa verticalmente el ábside por su centro, mientras que a su alrededor llueven racimos y espirales doradas sobre un fondo verde. En lo alto, un semicírculo acoge al Cordero de Dios, mientras que en cuatro semicírculos más pequeños en la base de este semicírculo hay cuatro palomas que miran hacia el cordero. Desde el semicírculo cuelgan al exterior cuatro cruces, otras doce cuelgan del techo. Es evidente la simbología de las cruces (respectivamente los evangelistas y los apóstoles), mientras que para el candelabro se ha pensado también en una referencia a la Lanza Sagrada. Por su parte, en el perdido ábside oeste parece que había, al menos según las descripciones de Alfonso Chacón y un dibujo de Onofrio Panvinio, un mosaico con dos pastores de pie con las piernas cruzadas, mientras que algunas ovejas pastaban a sus pies. La simbología vinculada a la Salvación se mantiene intacta aunque la iconografía no respeta el antiguo modelo del Buen Pastor con la oveja a su espalda. Los absidiolos del atrio acogen desde el siglo XII dos pequeñas capillas.
En el interior del baptisterio, bajo la cúpula, está colocada la fuente bautismal, y en torno al octógono interior de las columnas discurre una alta girola anular con el techo decorado a casetones.
De las tres capillas del siglo V solo la situada al este, accesible a través de puertas de bronce y dedicada a san Juan evangelista, conserva su forma original de cruz griega con bóveda a mosaico, que data del papado de Sixto III. Sobre un fondo de oro, el Cordero de Dios está encerrado en un escudo circular, que a su vez está inscrito en un cuadrado del que se ramifican cuatro guirnaldas fitomorfas a lo largo de las diagonales y cuatro bandas más delgadas con forma de cruz. Sobre el cuadrado central se injertan cuatro semicírculos, formando así ocho amplios sectores en los que pululan animales y vegetales con un claro simbolismo eucarístico. El tema de esta bóveda, que parece retomar un tradicionalismo simbólico que tiene varias referencias en la zona de Rávena, se debe enmarcar en el ámbito de la operación de ampliación conceptual de las imágenes realizada a partir del pontificado de León I (440-461). De las varias lecturas que se han sucedido por parte de la crítica (el paso del tiempo real en comparación con la eternidad, simbolizado por la oposición entre los símbolos naturalistas y el Cordero; la Nueva Alianza; la primera venida de Cristo...), se debe sacar en claro la idea de Salvación transmitida a través de la Encarnación vista a través de la alegoría de un aparato simbólico tradicional adaptado a nuevos significados.
Los frescos interiores, con episodios de la vida de Constantino, datan del pontificado de Urbano VIII (1623-1644), cuyo escudo con las abejas se encuentra en el pavimento. El exterior, de ladrillo, está decorado con un friso dibujado por Francesco Borromini (1657) y muestra restos de aperturas cerradas en diferentes épocas.